# Kim Yusin
Kim Yusin (ou Gim Yusin, Hangul:김유신, Hanja:金庾信 595 - 673) foi um general na Silla do século VII. Liderou a unificação da Península Coreana por Silla sob o reinado do rei Muyeol de Silla e do rei Munmu de Silla. Foi o bisneto do rei Guhae de Geumgwan Gaya, o último governante do estado de Geumgwan Gaya. Isso daria a ele uma posição muito alta no sistema de classificação de Silla, que apontava o status político e militar que uma pessoa poderia alcançar.

## Carreira
Em 595, Yusin tornou-se um guerreiro Hwarang com apenas 15 anos e se tornou um espadachim e um Gukseon (líder Hwarang) aos 18 anos de idade. 
Com a idade de 34 anos (em 629) recebeu seu primeiro comando total das forças armadas de Silla e provou rapidamente suas capacidades como guerreiro. Silla estava em uma luta constante com seu vizinho a oeste, Baekje, por território. Houve ganhos e perdas em ambos os lados, e a luta durou muitos anos. Foi durante esse período que Yusin galgou as fileiras dos militares, conquistou a posição de general e tornando-se um habilidoso comandante de campo.
Baekje e Silla tinham formado uma aliança para combater o poder de Koguryo e suas intenções de empurrar as fronteiras para o sul, e juntos lançaram um ataque bem sucedido, Silla tomou territórios ao norte e Baekje o sul do Rio Han. Mas Silla rompeu a aliança e atacou Baekje para reivindicar ambos os territórios para si. Após essa traição, Baekje se aliou a Koguryo. Quando Koguryo e Baekje atacaram Silla em 655, Silla juntou forças com a Dinastia Tang da China para combater os invasores. Embora não esteja claro quando Kim Yusin tornou-se general, ele estava certamente no comandando das forças de Silla a essa altura. Nessa época, com a ajuda da marinha de Silla e cerca de 130 000 soldados Tang, Yusin atacou a capital de Baekje, Sabi, em 660, em uma das batalhas mais famosas daquele século, a Batalha de Hwangsanbeol.
Os defensores de Baekje eram comandados por ninguém menos que o General Gyebaek, embora as forças de Baekje fossem formadas por cerca de 5.000 homens e não fossem páreo para os guerreiros de Yushin, que somavam cerca de dez vezes mais. Baekje, que já vinha enfrentando problemas políticos internos, desmoronou. As forças de Kim Yusin e seus aliados Tang agora se moviam contra Koguryo de duas direções, e em 661 atacaram, mas foram repelidos. No entanto, o ataque enfraqueceu Koguryo,. E em 667 foi lançada outra ofensiva que, em 668, finalmente destruiu Goguryeo.
Silla ainda teve que subjugar vários bolsões de resistência, mas seus esforços foram então concentrados em garantir que seus aliados Tang não entrassem na península. Depois de alguns conflitos difíceis (a chamada Guerra Silla-Tang), Silla finalmente expulsou as tropas Tang e uniu a península sob seu domínio.